# Kevin Freeman (jinete)
Kevin John Freeman (Portland, 21 de octubre de 1941-Portland, 10 de marzo de 2023) fue un jinete estadounidense que compitió en la modalidad de concurso completo.
Participó en tres Juegos Olímpicos de Verano entre los años 1964 y 1972, obteniendo tres medallas de plata, en Tokio 1964, México 1968 y Múnich 1972. Ganó dos medallas en los Juegos Panamericanos de 1963.

## Palmarés internacional
| Juegos Olímpicos     | Juegos Olímpicos          | Juegos Olímpicos | Juegos Olímpicos |
| Año                  | Lugar                     | Medalla          | Categoría        |
| -------------------- | ------------------------- | ---------------- | ---------------- |
| 1964                 | Tokio (Japón)             | Medalla de plata | Por equipos      |
| 1968                 | Ciudad de México (México) | Medalla de plata | Por equipos      |
| 1972                 | Múnich (RFA)              | Medalla de plata | Por equipos      |
| Juegos Panamericanos |                           |                  |                  |
| Año                  | Lugar                     | Medalla          | Categoría        |
| 1963                 | São Paulo (Brasil)        | Medalla de oro   | Por equipos      |
| 1963                 | São Paulo (Brasil)        | Medalla de plata | Individual       |